# ترکیب حد واسط
ترکیب حد واسط (انگلیسی: Intermediate composition) در سنگ‌شناسی آذرین به ترکیب شیمیایی سنگ‌هایی اشاره دارد که ۵۱٫۵ تا ۶۳ درصد از کسر جرمی آنها از سیلیسیم دی‌اکسید (SiO2) تشکیل شده و از نظر ترکیب در میان گروه سنگ‌های فلسیک و مافیک جای می‌گیرند. معمول‌ترین انواع سنگ‌های حد واسط در میان سنگ‌های آتشفشانی شامل آندزیت و تراکی آندزیت و در میان سنگ‌های نفوذی شامل دیوریت و گرانودیوریت است.